# Omega rotondo
La lettera Ѻ, minuscolo ѻ, chiamata Omega rotondo, discende direttamente dal'Omega greco e si è sviluppata separatamente dalla lettera cirillica Omega, pur rappresentando lo stesso suono.